# Crossandra pilosa
Crossandra pilosa är en akantusväxtart som först beskrevs av Raymond Benoist, och fick sitt nu gällande namn av K. Vollesen. Crossandra pilosa ingår i släktet Crossandra och familjen akantusväxter. Inga underarter finns listade i Catalogue of Life.